# Chazz Palminteri
Calogero Lorenzo (Chazz) Palminteri (New York, 15 mei 1952) is een Amerikaans acteur van Italiaanse afkomst. Hij werd genomineerd voor een Academy Award voor zijn bijrol in Bullets Over Broadway. Samen met alle acteurs van A Guide to Recognizing Your Saints won hij de juryprijs op het Sundance Film Festival 2006 en met alle acteurs van The Usual Suspects een National Board of Review Award in 1995.
Palminteri speelt zowel kwaadaardige rollen (zoals in het door hemzelf geschreven A Bronx Tale), als komische (zoals in A Night at the Roxbury). Hij wordt regelmatig gecast als Italiaans-Amerikaanse gangster. Tevens sprak hij verschillende keren zijn stem in voor een personage, zoals in Stuart Little Lady and the Tramp II: Scamp's Adventure en Hoodwinked!. Palminteri was sinds zijn debuut te zien in meer dan vijftig films.
Palminteri trouwde in 1992 met actrice Gianna Ranaudo, met wie hij in 1995 een zoon kreeg en in 2001 een dochter. Zijn kinderen waren allebei samen met hem te zien in de dramafilm Noel uit 2004.

## Filmografie
- Clover (2020)
- Vault (2019)
- Unorganized Crime (2018, televisiefilm)
- Distefano (2017)
- Legend (2015)
- Henry & Me (2014)
- Final Recourse (2013)
- Metegol (2013)
- Last I Heard (2013)
- The Oogieloves in the Big Balloon Adventure (2012)
- Mighty Fine (2012)
- Hollywood & Wine (2011)
- Once More with Feeling (2009)
- Jolene (2008)
- Yonkers Joe (2008)
- The Dukes (2007)
- Body Armour (2007)
- Arthur et les Minimoys (2006)
- Little Man (2006)
- Push (2006)
- Running Scared (2006)
- Drift (2006, televisiefilm)
- A Guide to Recognizing Your Saints (2006)
- In the Mix (2005)
- Animal (2005)
- Kojak (2005, televisiefilm)
- Hoodwinked! (2005, stem)
- Noel (2004)
- Just Like Mona (2003)
- One Last Ride (2003)
- Poolhall Junkies (2002)
- One Eyed King (2001)
- Boss of Bosses (2001, televisiefilm)
- Lady and the Tramp II: Scamp's Adventure (2001, stem)
- Down to Earth (2001)
- Stuart Little (1999, stem)
- Excellent Cadavers (1999, televisiefilm)
- Analyze This (1999)
- A Night at the Roxbury (1998)
- Hurlyburly (1998)
- Scar City (1998)
- Faithful (1996)
- Diabolique (1996)
- Mulholland Falls (1996)
- Jade (1995)
- The Last Word (1995)
- The Perez Family (1995)
- The Usual Suspects (1994)
- Bullets Over Broadway (1994)
- A Bronx Tale (1993)
- There Goes the Neighborhood (1992)
- Innocent Blood (1992)
- Oscar (1991)
- Peter Gunn (1989, televisiefilm)
- Glory Years (1987, televisiefilm)
- The Last Dragon (1985)
- Home Free All (1984)

## Televisieseries
* Exclusief eenmalige (gast)rollen
- Godfather of Harlem - Joe Bonanno (2019, zeven afleveringen)
- Modern Family - Shorty (2010-2019, zes afleveringen)
- Voltron: Legendary Defender - stem Burr (2017-2018, twee afleveringen)
- Rizzoli & Isles - Frank Rizzoli Sr. 92010-2014, zes afleveringen)
- Blue Bloods - Angelo Gallo (2012-2013, twee afleveringen)
- Kojak - Frank McNeil (2005, vijf afleveringen)
- Wiseguy - Peter Alatorre / Sal Rosselli (1989, drie afleveringen)

- Biblioteca Nacional de España: XX1262311
- Bibliothèque nationale de France: cb14028766x (data)
- Gemeinsame Normdatei: 129597236
- International Standard Name Identifier: 0000 0001 0891 9474
- Library of Congress Control Number: n92091390
- MusicBrainz: 6fe54c4a-54a1-432a-afa0-fd1589ff0e09
- Nationale Bibliotheek van Tsjechië: xx0045829
- Nationale Bibliotheek van Israël: 987007329883205171
- Nationale Bibliotheek van Polen: a0000001605752
- Nederlandse Thesaurus van Auteursnamen: 148535607
- SNAC: w69k56v2
- Système universitaire de documentation: 066987997
- Virtual International Authority File: 42039642
- WorldCat: E39PBJtcJfJFHDH767RfVHc9Dq